# Deseda
Kaposvártól északra található a környék leghosszabb, Magyarország egyik leghosszabb mesterséges tava, a Deseda. A tavat a hasonló nevű patak (és a Varga-bonyi- vagy Varga-bónyi-árok) völgyzáró gáttal történő elzárásával duzzasztották fel 8 km hosszúságban, 1974-ben, azzal a céllal, hogy árvíztározót létesítsenek.
A tó a kaposváriak kedvelt pihenő- és üdülőhelye, nyáron strand és elektromos kirándulóhajó, télen korcsolyapálya is üzemel itt. Erdővel, mezővel tarkított környezete a kirándulóknak és a vízi sportok szerelmeseinek is egyaránt kellemes időtöltést nyújt. A Toponárhoz közeli részt főként a fiatalok, a sportolást és a strandolást kedvelők látogatják, míg a Kaposfüredet, Magyaregrest és Somogyaszalót érintő partszakaszok a csendet, nyugalmat keresők pihenőhelyei.
Nevének eredetéről eltérő álláspontok léteznek. Az biztosnak tűnik, hogy a tó a középkorban Somogyaszaló mellett elhelyezkedő faluról kapta a nevét. Ez a falu egyes vélemények szerint Dershida volt, mások szerint Déshida (középkori írásmóddal: Deushyda, Deshyda). Mindkettő személynévi (Ders, illetve Dés) eredetű, és úgy alakulhatott ki, hogy a Dés vagy Ders nevű birtokos a tulajdonába tartozó hídon vámot szedett. 1975-ben felmerült, hogy hivatalosan is vissza kellene állítani a Déshida nevet, ám az elképzelés nem valósult meg.

## Horgászat
Halállománya – melyben a magyarországi őshonos halfajok találhatók – elismert horgászparadicsommá tette a tavat. A tó halászati kezelője a Kaposvári Sporthorgász Egyesület. Itt beszerezhető éves engedély és napijegy is a horgászathoz.
A tó vízmélysége, mederalakulása változatos képet mutat. A déli, a gáthoz közelebb eső részeken a 3–3,5 méteres mélységet is elérheti, míg a tó más részein (különösen a régi 67-es úttól északra) mindössze 1 m körüli a víz mélysége. A Deseda hosszú partszakaszain nagy számú horgász fér el egyidejűleg, valamint csónakos horgászatra is lehetőség van. 2017 szeptemberében 26 ország 208 versenyzőjének részvételével itt rendezték meg a 19. pontyfogó-világbajnokságot, amely Magyarország történetében az első ilyen rendezvény volt.
A Desedában a következő halfajok élnek: ponty, amur, dévérkeszeg, kárász, süllő, harcsa, csuka, szivárványos ökle, vágó csík, réti csík, compó, balin, fehér busa, angolna, kősüllő, karikakeszeg, vörösszárnyú keszeg, bodorka, küsz, sügér, koi ponty, naphal, vágódurbincs, törpeharcsa, folyami géb és kínai razbóra.
A hiteles mérések szerinti legnagyobb kifogott desedai harcsa 99 kg volt, a legnagyobb tőponty 22,8 kg, a legnagyobb fogassüllő 11,1 kg, míg koi pontyból 10,8 kg a rekord.

## Turizmus
A Desedát teljes egészében körbeveszik változatos túrautak, melyek járhatók kerékpárral is. A frissen megépült kerékpárútnak köszönhetően csaknem az egész tó körbebiciklizhető aszfaltozott kerékpárúton. A tó nyugati oldalán épült kilátóból gyönyörű kilátás nyílik a tóra és a környező erdőkre. Megfelelő időjárás esetén elektromos kirándulóhajó is járja a Deseda vizét.
A tóba nyúló legnagyobb félszigeten, a 67-es úttól északra 1978-ban arborétumot alakítottak ki, amely 2001 óta egy hídon keresztül megközelítve látogatható (ingyenesen). A hidat 2022-ben újjáépítik.
2014-ben nyílt meg a toponári parton a Fekete István látogatóközpont, 2015 tavaszán pedig a tó északi részén kalanderdőt alakítottak ki, ahol tanösvények, játszóterek, 2017 ősze óta pedig egy kisebb „lombkoronasétány” is várja a látogatókat. A kalanderdő minden létesítménye ingyenesen látogatható (a Fekete István látogatóközpont nem tartozik ide).
2015-ben a magyaregresi út mellett a SEFAG egy hatalmas deseda feliratot helyezett ki, fából készült betűkkel abból a célból, hogy a látogatók fényképezkedhessenek a felirattal. Ezt az új 67-es gyorsforgalmi út építésekor el kellett bontani, de 2018-ban újjáépítették egy új helyszínen: a régi 67-es út hídjának közelében. Ugyanebben az évben két másik, élénk sárga színű DESEDA felirat is elkészült a tó déli végéhez közel, egy a nyugati, egy a keleti parton.
A régi 67-es út hídja melletti egyik parkolóban áll 1997 októbere óta a Republic együttes Hazatalálok című emlékszobra, és ugyanitt avattak fel 2021-ben egy 5 méter magas fakeresztet a közelgő (Magyarországon megrendezett) 52. Nemzetközi Eucharisztikus Kongresszus alkalmából.

## Vízisportok
A Deseda Toponárhoz közeli partszakaszán 1988-ban épült fel a csónakház, amely 2015-től kezdve több lépésben teljes felújításon esik át. A helyi kajakos sportolók által használt épületben tárolóhelyiségek, edzőterem és öltözők is találhatók. 2018 tavaszán a tó déli végénél wakeboardpálya is nyílt.

## Korcsolyázás
Hidegebb teleken a tavat ellepi a korcsolyázó emberek hada. Főként a régi 67-es főút hídja és az arborétum közötti területre koncentrálnak, a kedvező feltételek miatt.

## Közlekedés
A Desedát közvetlenül nem lehet helyi járatú busszal megközelíteni, de a tóhoz közeli Toponárt több buszjárat is érinti:
| Járatszám | Útvonal                                                                                 |
| --------- | --------------------------------------------------------------------------------------- |
| 81        | Helyi autóbusz-állomás - Hősök temploma - Mező u. csp. - Toponár, forduló               |
| 82        | Helyi autóbusz-állomás - Hősök temploma - Mező u. csp. - Toponár, Szabó Pál utca        |
| 83        | Helyi autóbusz-állomás - Hősök temploma - Mező u. csp. - Toponár, forduló               |
| 84        | Helyi autóbusz-állomás - Hősök temploma - Mező u. csp. - Toponár, forduló – Répáspuszta |

A Somogyaszaló irányába közlekedő távolsági járatoknak megállója van a régi 67-es út Desedán átívelő hídja mellett.
Ezenkívül a Fekete István Látogatóközpont mellett található a Kaposvári Tekergő nevű kerékpármegosztó rendszer egyik állomása is.

## Képek

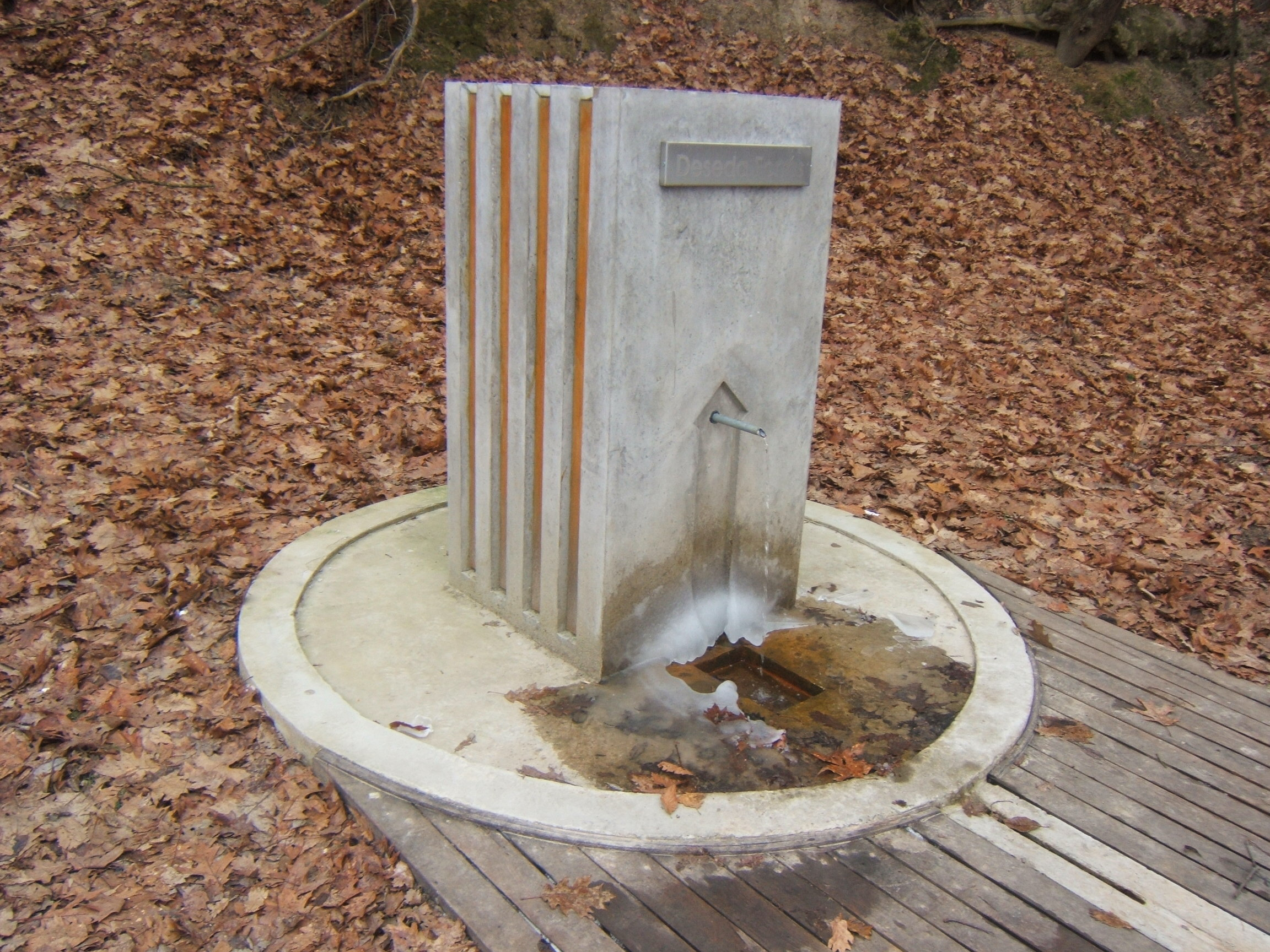
Felújított forrás a tó mellett
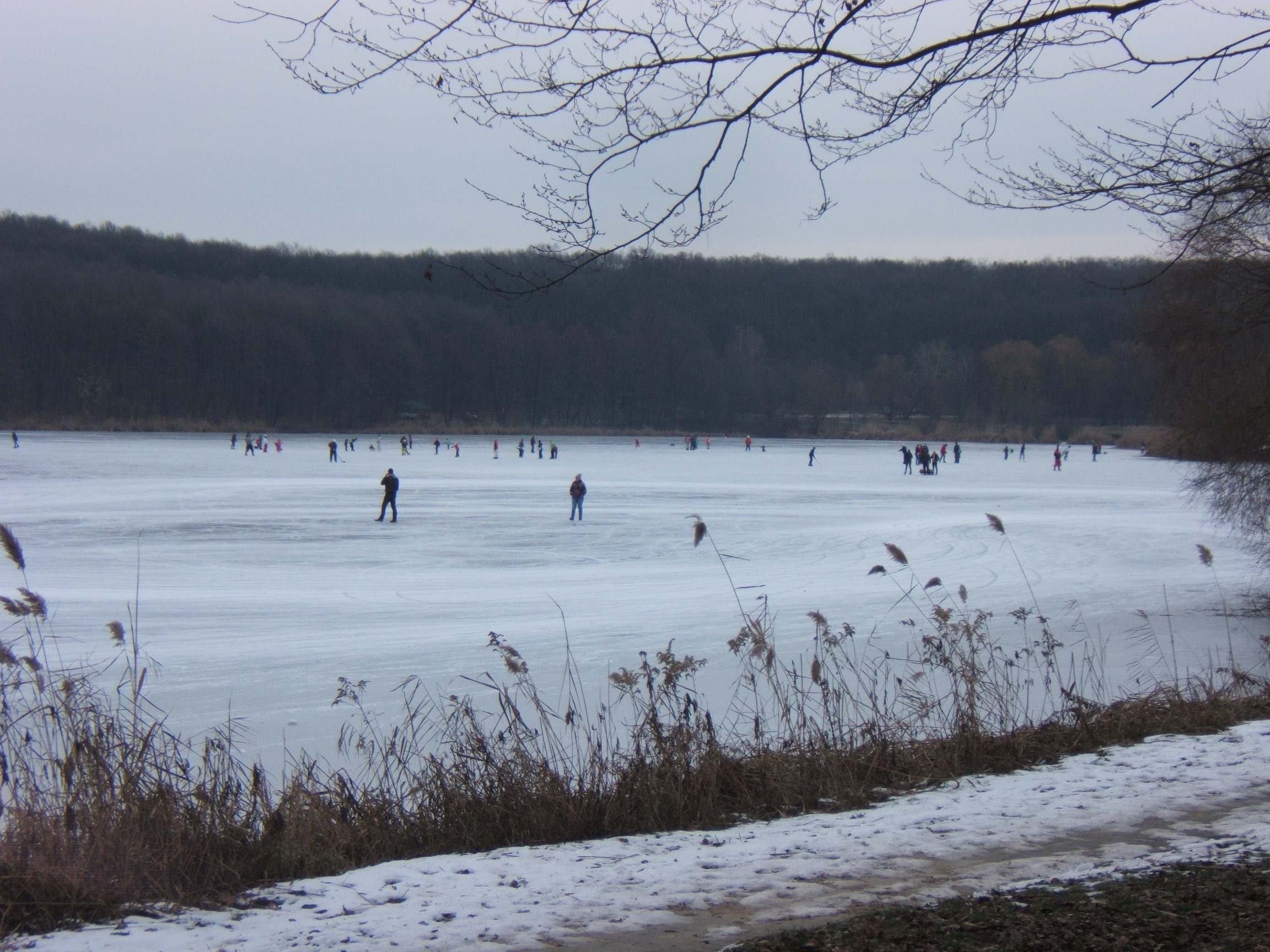
A befagyott Deseda
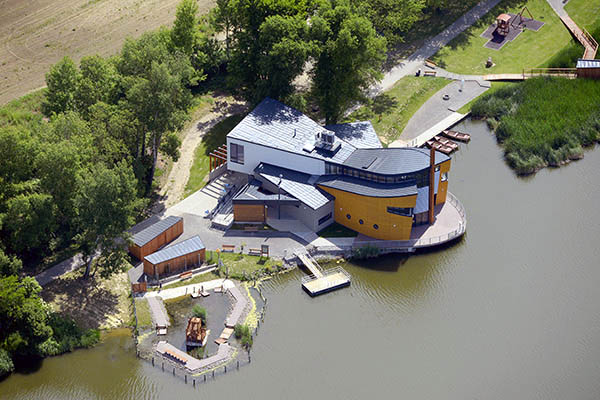
A Fekete István Látogatóközpont